# S/2001 (66391) 1
S/2001 (66391) 1 är en naturlig satellit till det jordnära objektet (66391) 1999 KW4. Den upptäcktes 21 maj 2001 med hjälp av radar och undersökningar av ljuskurvor. 
Månen är något avlång till formen och har en densitet som är något större än moderobjektet. Den har samma omloppstid runt moderasteroiden som den har runt sin egen axel. Den längre axeln är hela tiden vänd emot moderobjektet, men den uppvisar betydande libration.